# 平桥乡 (六安市)
平桥乡，是中华人民共和国安徽省六安市裕安区下辖的一个乡镇级行政单位。

## 行政区划
平桥乡下辖以下地区：
南苑山庄社区、月亮岛社区、国华社区、振华社区、齐云路社区、三里岗村、南外村、五里桥村、胡家渡村、吴巷村和马巷村。